# Deleøkonomi
Deleøkonomi betegner en række økonomiske udvekslinger, hvor en person stiller et aktiv, vedkommende ejer, til rådighed for andre mod, at man så betaler nogle af de evt. udgifter, som er forbundet med dette aktiv. Derved adskiller deleøkonomi sig som begrebet, typisk forstås fra traditionelle økonomiske transaktioner, hvor det er virksomheder, snarere end privatpersoner, som sælger eller udlejer noget til forbrugere mod betaling. Samtidig er der netop tale om "deling" snarere end traditionelt køb og salg, samt hvor ejerskabet over et aktiv skifter. Endelig adskiller deleøkonomi sig fra "pro bono" udvekslinger i civilsamfundet, hvor man også kan deles om aktiver fx i ejerforeningen, sportsklubben etc., men hvor der ikke er tale om kommercielle udvekslinger mod betaling.
Nogle af de mest kendte deleøkonomiske koncepter er Airbnb, og GoMore. Kendetegnende for disse og andre deleøkonomiske koncepter er, at de tillader en person at udleje et aktiv, der ikke benyttes, af andre. Eksempelvis er det muligt at udleje ens lejlighed, ens bil eller lignende i de perioder, hvor man ikke selv anvender dem. Det muliggør en højere udnyttelsesgrad af et aktiv, hvilket har fået deleøkonomiens fortalere til at pege på, at den kan medføre bedre ressourceudnyttelse og øge produktivitet.

## Historie
Deleøkonomi har sit udspring i 1960'erne. Computere var dyre, og computerkraft var en knap ressource. Derfor var time-sharing en af de helt dominerende måder at få adgang til computerkraft og regnekraft på.
I 2008 satte professor Lawrence Lessig, Harvard University, som den første ord på deleøkonomien som vi kender den i dag. Det gjorde han i bogen “Remix”. Han havde som andre observeret at der var en række immaterielle uudnyttede ressourcer, som folk begyndte at dele på nettet. F.eks. Wikipedia. Hvor grænsen mellem at være læser og forfatter forsvandt. Man deltes om opgaven.  Lessig kaldte det for “sharing economy” - deleøkonomien.
Den anden bølge af deleøkonomi blev indledt i slutningen af 1990'erne. Efter udbredelsen af internettet og den begyndende digitalisering, skabtes en helt ny type virksomheder, med udgangspunkt i deling af data og information på nettet. Her var nogle af de store aktører virksomheder eBay, PayPal, YouTube, Facebook og LinkedIn. Virksomheder der hver især er blevet førende på deling af data og informationer.
Den tredje bølge af deleøkonomien handler bl.a. om at kapitalisere på overskudsressourcer og give adgang til mere mere komplekse aktiver: Dokumenter, filer,  boliger, både, forbrugsgoder, udstyr, logistik, brands, film, musik, bøger, forretningsprocesser, kapital og kompetencer.

## Konsekvenser i erhvervslivet
I The Rise of the sharing economy skriver The Economist at “Teknologien har reduceret transaktionsomkostninger, hvilket gør det at dele aktiver, langt billigere og nemmere end nogensinde før. Den store forandring er, at den massive tilgængelighed af data om ting, gør at også fysiske aktiver kan blive sluppet fri på nettet og dermed forbruges som services.
Før internettet, var det ikke nemt at finde og leje f.eks. et surfbræt, et værktøj eller en parkeringsplads fra en privatperson i nærheden. Nu kan tjenester som Airbnb (og andre) fungere som matchmaker mellem ejere og lejere; smartphones med GPS lader folk se hvor den nærmeste udlejningsbil holder. Sociale digitale netværk giver mulighed for at opbygge tillid og online-betalingssystemer håndterer transaktionen.”
I bogen The Zero Marginal Cost Society skriver Jeremy Rifkin, at internettet, digitaliseringen og deleøkonomien vil erstatte traditionelle produktionsformer, og fremtvinge marginalomkostninger tæt på nul. Det udfordrer traditionelle virksomheder, hvorfor der er flere eksempler på at traditionelle virksomheder køber deleøkonomi-virksomheder.

## Deleøkonomiens omfang
Der er ikke enighed om, hvor stor en andel af den globale økonomi, deleøkonomien vil antage. Ifølge konsulentvirksomheden PricewaterhouseCoopers vil det globale marked for deleøkonomi i 2025 andrage $335 milliarder indenfor fem brancher. Ifølge venturefonden Foundation Capital vil alene deleøkonomiske lån vokse til $1 mia. i 2025.
Professor Arun Sundararajan fra New York University, anslår at den private deleøkonomi, vil udgøre et en-cifret procent andel af det amerikanske nationalprodukt inden 2019.
I en dansk sammenhæng har Dansk Erhverv analyseret deleøkonomiens omfang og udvikling, og estimerer at danskerne samlet bruger omkring en mia. kr. på deleøkonomi årligt (2016).

## Deleøkonomi i Danmark
Deleøkonomi oplever stor succes i Danmark, om end det er en i forhold til resten af Europa. På boligudlejning har der været en stigning fra 732.00 til 900.00 i hhv. 2016 og 2017. 
Også rengøringsfirmaer oplever stigende efterspørgsel. Inden for kort tid har firmaer som Cleady, Happy Helper og Hilfr konkurreret om gøre rent hos private danskere. Cleady fik støtte af Birgit Aaby i første sæson af DR's program Løvens Hule. Happy Helper gik på Københavns Fondsbørs i 2018. Hilfr fik stor medieomtale, grundet den populære radio og TV vært Esben Bjerres involvering i firmaet.

## Politiske overvejelser og implikationer
Deleøkonomien har givet anledning til en række politiske diskussioner og overvejelser. De deleøkonomiske koncepter adskiller sig ofte fra nogle etablerede lignende, men ikke identiske koncepter, hvilket kan give en begrebsmæssig uklarhed.
Et af de centrale spørgsmål er, hvilke kontraktuelle og arbejdsretlige forhold, der gælder. Eksempelvis kører der i USA en række retssager mellem tjenesten Uber og Uber-chauffører, hvor førstnævnte fastholder, at chaufførerne er selvstændige erhvervsdrivende, og sidstnævnte fremfører at Uber reelt er arbejdsgiver. Dette har betydning, fordi det at være ansat, er forbundet med en række bestemte lovbestemte rettigheder og pligter (fx angående arbejdsmiljø, kørehviletid), mens det at være erhvervsdrivende, tilsvarende indebærer forskellige andre forpligtelser.
Dertil kommer en række spørgsmål omkring erhvervsregulering. Et eksempel er ligeledes tjenesten Uber som angiver, at man opererer med en samkørselsordning, mens andre - blandt andet i en verserende retssag - har fremført, at der reelt er tale om taxikørsel. Det har betydning, fordi taxikørsel er reguleret efter taxilovens forskellige bestemmelser, mens samkørsel er reguleret anderledes. Derved kan deleøkonomien give anledning til forskellige uklarheder på det erhvervsmæssige og regulatoriske område.
En yderligere problemstilling, der har fået betydelig opmærksomhed, er de skattemæssige forhold, eftersom der er en politisk bekymring for, at indtægter via deleøkonomiske tjenester ikke bliver opgivet til skattevæsenet.

## Dansk litteratur
- Skal vi dele (Webside ikke længere tilgængelig) - af Claus Skytte
- Den nye deleøkonomi - digitale strategier i adgangssamfundet Arkiveret 5. april 2022 hos  Wayback Machine - af Jesper Bove-Nielsen
- Deleøkonomi i vækst Arkiveret 5. februar 2017 hos  Wayback Machine af Malthe Munkøe
- https://deleoekonomien.dk/ Arkiveret 14. juni 2019 hos  Wayback Machine
- Deleøkonomi Arkiveret 30. marts 2022 hos  Wayback Machine - af Nina Knudsbo

## International litteratur
- A. de Streel, J. Bravo:ecific liability issues raised by the collaborative economy – professional service, Impulse Paper for DG GROW of the European Commission, 2016, CRIDS/University of Namur
- Arundijan Sundararajan: The Sharing Economy, Cambridge, MA 2016, MIT Press
- James Cramer & Alan Krueger: Disruptive Change in the Taxi Business: The Case of Uber, NBER Working Paper No. 22083, 2016.
- Malthe Munkøe (2017) Regulating the European Sharing Economy: State of Play and Challenges. Intereconomics / The Review of European Economic Policy Arkiveret 5. februar 2017 hos  Wayback Machine. Volume 52, January/February 2017, Number 1 | pp. 38-44